# Cleora sublunaria
Cleora sublunaria är en fjärilsart som beskrevs av Achille Guenée 1857. Cleora sublunaria ingår i släktet Cleora och familjen mätare. Inga underarter finns listade i Catalogue of Life.